# Outlook Express
Outlook Express（アウトルックエクスプレス）は、かつてMicrosoftが提供していた電子メールとニュースグループの送受信用クライアントである。略称としてしばしばOE、OLEXPなどが用いられる。
最初のバージョンは1996年にInternet Explorer 3.0に付属した電子メールソフトMicrosoft Internet Mail and Newsとしてリリースされたもので、Internet Explorer 4.0付属バージョンからOutlook Expressに名称を変更した。
バージョン6.0にて更新は終了した。後継ソフトはWindows Mail と Windows Live メールである。

## 機能
通信プロトコルは、SMTP、POP3、IMAP4、NNTPに対応している。SSLとSecure MIMEにも対応し、暗号化した通信を行うことができる。

## Outlookとの違い
Outlook Expressは、Microsoft Outlookと名前は酷似しているが全く別のソフトウェアであり、何の関係もない。廉価版という位置づけでもない。
Outlook Expressはホーム ユーザー向けにInternet Explorerの一部として開発されたもので、Outlookは企業ユーザー向けにMicrosoft Office の一部として開発された。そのため、Outlook Expressにはニュースリーダー機能があるがOutlookにはなく、Outlookには予定表やタスク リスト機能があるがOutlook Expressにはない、などの機能差異につながっている。

## バージョン履歴

### Windows版

#### Internet Mail & News
ライバルであるNetscape Navigatorが電子メールクライアントを搭載したことに対抗して、1996年8月にInternet Explorer 3.0とともにリリースされたインターネット専用の電子メールソフト、ニュースリーダー。Internet Explorerと似た統一された操作感が特徴である。

#### Outlook Express 4
1997年10月1日、Windows 95/NT 4.0用「Internet Explorer 4.0」に付属する形でリリースされた。
1998年7月に発売されたWindows 98にも標準でバンドルされた。
Windows 3.1 / Windows NT 3.x系向けにもリリースされた。
2003年3月31日、サポートを終了した。

#### Outlook Express 5
1999年3月18日、「Internet Explorer 5」に付属する形でリリースされた。対応OSは、Windows 95/98/NT3.51/NT4.0。
Windows 3.1向けにもリリースされた。

#### Outlook Express 5.5
2000年7月17日、「Internet Explorer 5.5」と同時にリリースされた。対応OSは、Windows 95/98/NT4.0/2000。2000年9月23日に発売されたWindows Meにも標準でバンドルされた。

#### Outlook Express 6
2001年9月20日、Internet Explorer 6.0とともにリリースされた。対応OSは、Windows 98/Me/NT4.0/2000。2001年11月に発売されたWindows XPにも標準でバンドルされた。

#### Outlook Express 7
のちにWindows Vistaとなる開発中の次期Windows「Windows Longhorn」の初期のバージョンには、Outlook Express 7が付属していた。連絡先やその他のデータの管理と保存にWinFSの機能を使っていた。しかしこれは製品には搭載されず、Windows Mailへと置き換えられたため、このバージョンは実際に製品として公開されることはなかった。

### Mac版
1998年9月4日に発売されたOffice 98 Macintosh EditionにOutlook Express 4.0が含まれていた。
1999年1月5日、Internet Explorer 4.5とともにOutlook Express 4.5がリリースされた。
2000年3月28日、Outlook Express 5.0.1はInternet Explorer for Mac 5.0.1と統合されリリースされた。
2001年3月1日、Outlook Express 5.0.2がリリースされた。
2001年11月9日、Outlook Express 5.0.3がリリースされた。
2002年4月16日、Outlook Express 5.0.4がリリースされた。
2002年7月12日、Outlook Express 5.0.5がリリースされた。
2002年10月1日、Outlook Express 5.0.6がリリースされた。Mac版における最終バージョンである。
2003年6月30日、すべてのバージョンのサポートを終了した。

### Sun Solaris/HP-UX版
1998年6月、Solarisにも移植され、Internet Explorer for UNIX 4.0に付属する形でリリースされた。
最終バージョンは「Internet Explorer 5 Service Pack 1 (SP1) for UNIX with Outlook Express」である。

## 問題点

### データベースの破損
Outlook Expressの受信トレイには2GBという容量制限がある。上限を超えると、メールを正しく受信できなくなる。

### セキュリティの問題
Outlook Expressは、Windows標準搭載であるためにユーザーが多く、普及度の高さから攻撃対象となりやすいという面もある。例えば、暴露ウイルスAntinnyは、Outlook Expressのメール履歴を公開するように設定されている。しかしこの問題に対し、「Outlook Expressを使わなければ大丈夫」という短絡的な対処は誤りである。著名ではないソフトウェアは攻撃の対象になることは少ないかもしれないが、攻撃の対象になったとしてもその事実に気づくことも難しくなる。Microsoft Updateで既知の脆弱性に速やかに対処するとともに、ウイルス対策ソフトを用いて防衛することが重要である。